# Bertoldo, Bertoldino e Cacasenno (film, 1984)
Pour l’article homonyme, voir Bertoldo, Bertoldino e Cacasenno (homonymie).
Pour plus de détails, voir Fiche technique et Distribution.
Bertoldo, Bertoldino e Cacasenno est un film italien réalisé en 1984 par Mario Monicelli.

## Synopsis
Dans un haut Moyen Âge violent et grossier, le vilain Bertoldo (it) arrive à la cour du roi lombard Alboino. Il entre dans les bonnes grâces du monarque avec une ruse qui divertit grandement le souverain. Invité au repas, Bertoldo est mis à l'épreuve par les invités et répond à chacune des questions. Alboino lui tend alors un piège : en lui offrant un chapon farci, il jure de faire au vilain exactement ce que celui-ci fera à l'animal. Bertoldo se sort à nouveau d'affaire en introduisant ses doigts dans le croupion du chapon et en mangeant la farce.
De retour à Acquamorta, son village de masures dans le marais, Bertoldo trouve son fils imbécile Bertoldino (it) en train de couver les œufs de l'oie Nerina. Sa femme Marcolfa (it) a cédé le volatile, une couverture et une fiasque de vin à frà Cipolla (it) da Frosolone, en échange d'une stupéfiante relique : une plume de l'archange Gabriel. Bertoldo mange la plume et part avec Bertoldino et le baudet Cheval à la recherche de frà Cipolla. 
Ils le trouvent dans la grotte où il a installé son campement. Le vilain découvre une véritable réserve de plumes. Il menace le frère de révéler à tous la vérité, mais Bertoldino a une autre idée. Après avoir récupéré l'oie (Cipolla a déjà bu tout le vin), ils décident de jouer un tour au saint homme. Ils s'introduisent à nouveau dans la grotte et remplacent nuitamment les plumes par des morceaux de charbon. Cipollo ne s'aperçoit de l'échange que le lendemain pendant la messe. Il se tire immédiatement d'embarras en faisant passer les morceaux de charbon pour les reliques du supplice de san Lorenzo.
Frà Cipollà finit par pactiser avec Bertoldo en lui promettant la moitié des offrandes des fidèles. Ils se partagent le butin dans une auberge. Par précaution, Bertoldo commande à Bertoldino de cacher l'argent dans l'avoine de Cheval. Mais Bertoldino est distrait par la belle et empotée Menghina et pendant ce temps le baudet dévore le fourrage. Menghina suggère alors de donner aussi les pièces à manger à Cheval : si Bertoldo a ordonné de les mettre dans l'avoine, comme l'avoine se trouve désormais dans son estomac, c'est là qu'elles doivent être cachées. 
Quand Bertoldo découvre le gâchis, il entre en furie. Cipollo en revanche ne se démonte pas et fait préparer la potion miraculeuse de san Clemente qui « fait caguer instantanément ». Pendant que Cheval expulse les pièces, les parents de Menghina, propriétaires de l'auberge, assistent à la scène. Bertoldo et Cipolla leur font croire que l'âne fabrique de l'argent et le leur vendent. 
Quelque temps après, Alboino reçoit les ambassadeurs de Teodoro di Ravenna, dit le Macilento, un horrible exarque byzantin promis à la princesse Anatrude. Le roi va ensuite administrer la justice et tombe sur Bertoldo, emprisonné pour fraude. Se trouvent là aussi les dames du royaume, parmi lesquelles la reine Magonia et la princesse Anatrude qui, pour se rebeller contre les abus des hommes, bouclent leur ceinture de chasteté et jettent les clefs dans une mare. Alboino libère Bertoldo en échange d'un conseil. Le vilain paie sa libération par un stratagème efficace et reçoit en récompense un anneau destiné à la reine. 
Anatrude dans le même temps est en difficulté. Elle refuse d'épouser Teodoro et demande à son tour à Bertoldo de lui trouver une solution. Il lui conseille de faire peindre son portrait terriblement enlaidi et de le faire envoyer à son fiancé. Maquillée de manière grotesque, Anatrude se fait portraiturer par Ruperzio mais, ironie du sort, elle tombe amoureuse du peintre. 
Pendant ce temps, Bertoldo, angoissé à l'idée de protéger le précieux anneau de la cupidité des villageois, provoque une série de catastrophes et assiste impuissant à la destruction de sa hutte. Après avoir avalé le bijou, il décide de le rendre à la reine. Magonia, n'imaginant pas les modalités de la restitution, lui ordonne d'accomplir le geste en sa présence. Bertoldo obéit et défèque devant la souveraine. Un tel affront ne peut rester impuni et le roi impose au vilain d'accomplir un geste de soumission : il devra s'incliner en face de lui. Par mesure de précaution il fait placer une barre à mi-hauteur de la porte de manière que Bertoldo ne puisse entrer que courbé. Bertoldo entre courbé mais en arrière, en montrant ses fesses au roi. C'en est trop : Alboino le condamne à mort. Bertoldo demande une dernière faveur : choisir la branche à laquelle il sera pendu. 
Pendant que Bertoldo part à la recherche de l'arbre, la délégation byzantine est de retour et annonce de manière inattendue le refus de Teodoro pour Anatrude. En furie, Alboino fait émasculer les ambassadeurs et décapiter un eunuque. Lorsqu'il découvre le portrait de sa fille il ordonne l'exécution du peintre. Anatrude et Ruperzio s'enfuient ensemble. Après ce dernier coup dur, Alboino tombe malade. Saltimbanques et guérisseurs défilent à la cour pour tenter de le faire rire face à la promesse d'une haute récompense et malgré la menace de sévères sanctions en cas d'échec. Frà Cipolla, qui s'est fait la réputation de posséder des reliques miraculeuses, est traduit par la force à la cour. Naturellement il échoue et il est sur point d'être exécuté. 
Bertoldo est de retour. Il a choisi l'arbre sur lequel mourir : c'est un jeune plant et il faudra attendre qu'il grandisse. Face à ce dernier trait d'esprit, Alboino éclate de rire et les condamnés ont la vie sauve. Anatrude obtient la permission d'épouser Ruperzio et Cipolla, Bertoldo et sa famille sont conduits à la cour avec tous les honneurs. Mais Bertoldo aspire à la liberté. Il ne se fait pas à une telle opulence, ne digère pas les mets raffinés de la cour, tombe malade et s'affaiblit de jour en jour. Il donne en testament ses pauvres choses, délivre ses dernières perles de sagesse et meurt. Alboino, le cœur brisé, écrit son épitaphe.
La tristesse est cependant de courte durée ; Menghina enceinte de Bertoldino donne le jour à un enfant qui est le portrait vivant de son grand-père. Triomphant, le roi Alboino soulève l'enfant au-dessus de sa tête et pendant qu'il lui cherche un nom le nouveau-né lui fait caca sur la figure. Il est en conséquence nommé Cacasenno.

## Fiche technique
- Titre original : Bartoldo, Bartoldino e Cacasenno
- Réalisation : Mario Monicelli
- Scénario : Leonardo Benvenuti, Suso Cecchi D'Amico, Piero De Bernardi, Mario Monicelli
- Producteurs : Luigi De Laurentiis, Aurelio De Laurentiis
- Musique : Nicola Piovani
- Photographie : Camillo Bazzoni
- Montage : Ruggero Mastroianni
- Effets spéciaux : Giovanni Corridori (it)
- Décors : Lorenzo Baraldi (it)
- Costumes : Gianna Gissi (it)
- Pays d'origine :  Italie
- Genre : Comédie
- Durée : 2 h 01 min
- Date de sortie : 1984

## Distribution
- Ugo Tognazzi : Bertoldo (it)
- Maurizio Nichetti : Bertoldino (it)
- Lello Arena : le roi Alboino
- Alberto Sordi : Frate Cipolla (it)
- Annabella Schiavone (it) : Marcolfa (it)
- Pamela Denise Roberts : la reine Magonia
- Margherita Pace : Menghina
- Isabelle Illiers : Anatrude
- Donald Michael Stumpf : Ruperzio
- Carlo Bagno : le chambellan
- Fiorella Bettoja : la nourrice
- Pietro Zardini (it) : invité
- Jole Silvani (it) : invitée
- Luigi Bonos (it) : l'eunuque
- Mario Zazza : le petit prêtre
- Michela Caruso : Clara
- Aristide Caporale (it) : le mendiant aveugle
- Edoardo Florio : Magister Medicorum
- Cecilia Cerocchi : Lorenzia
- Giuseppe Terranova : le chancelier
- Carlo Colombardo : Rosso Malpelo
- Franco Adducci : le gros garçon
- Amelia Del Frate : une dame
- Rosa Fanali : une dame

## Contexte
Lorsqu'en 1936 Bertoldo, Bertoldino e Cacasenno est porté par Giorgio Simonelli pour la première fois à l'écran, on pouvait lire au générique : « dal popolare poema di G.C. Dalla Croce ». Croce était si peu connu que son nom était écorché et sa nouvelle passait pour un poème. L'édition einaudienne de Piero Camporesi (it) et celle de Paul Renucci (de) placent le Bertoldo, Bertoldino e Cacasenno de Monicelli dans un contexte nettement enrichi par la connaissance et l'intérêt pour la littérature populaire. Le personnage de Bertoldo est en outre devenu le porte-voix de la société paysanne au travers notamment de la comédie de Massimo Dursi (it), Bertoldo a corte, mise en scène en 1957 par Gianfranco De Bosio, redécouvreur de Ruzzante.

## Inspirations
Le livre de Croce cependant n'est pas facile à transformer en scénario. De fait, les scénaristes se sont inspirés du théâtre populaire et de la nouvelle, italienne ou non, et, dans l'ordre des remerciements du générique de fin, des récits de Salomon, Aristophane, Ésope, Apulée, le Novellino, Les Mille et Une Nuits, Boccace, Geoffrey Chaucer, Pierre l'Arétin, Franco Sacchetti, Giovanni Francesco Straparola, Nicolas Machiavel, Ruzzante, Francisco de Quevedo y Villegas, François Rabelais, Giambattista Basile, les frères Grimm, Hans Christian Andersen, l'Anonyme Toscan (it), Pasquino, Giuseppe Gioachino Belli, Charles De Coster, Antonio Petito (it), Neri Tanfucio (it) et Pellegrino Artusi. Les plus gros emprunts ont été faits à Boccace et à Ruzzante pour le langage.
Le réalisateur et les scénaristes ont également cherché à retrouver le grommelot de Dario Fo propre à réinventer un langage vulgaire plus fortement coloré, expressif et porteur d'autres contenus que la langue littéraire. C'est ainsi qu'à la cour piémontaise d'Alboino, autour d'un monarque qui s'exprime avec impudence dans le napolitain du Franceschiello, se rencontrent un Bertoldo lombardo-vénète, un Bertoldino milanese, un Frà Cipolla pris chez Boccace et métamorphosé en romanesco. Entre le palais rustique où sont en visite les drag queens envoyés par l'exarque de Ravenne et le marais où Bertoldo et sa famille vivent sur pilotis, barbotent imperturbables les animaux protagonistes de la vie quotidienne et des fables comme cet Âne d'or venu tout droit d'Apulée. 

## Production
Les producteurs ont investi dans le film la somme de six milliards de lires.

### Lieux de tournage
Le château du roi Alboino est une ancienne forteresse du duché de Savoie, le Fort d'Exilles, située dans le val de Suse, vallée alpine du Piémont en Italie. Les extérieurs ont été tournés à Marano Lagunare, petit village de la province d'Udine dans la région du Frioul-Vénétie Julienne, et dans la Cappadoce en Turquie.

## Thèmes
Il s'agit d'une comédie médiévale tirée des nouvelles de Giulio Cesare Croce, Le sottilissime astuzie di Bertoldo et Le piacevoli e ridicolose semplicità di Bertoldino rassemblées dans le recueil du même titre. Comme dans les nouvelles de Croce, le thème du film est la description en termes populaires et burlesques du rapport entre le pouvoir du palais et la sagesse populaire des paysans. 

## Réception
Pour Tullio Kezich de La Repubblica, Bertoldo, Bertoldino e Cacasenno est « un film italien à l'ancienne, produit et tourné comme quand il y avait de l'argent pour le cinéma [...] Si Monicelli s'est référé à ses précédentes expériences des Brancaleone, le syncrétisme de l'opération qui agglomère toute sorte de répertoires littéraires est une réussite sur le plan du langage plus que sur celui du récit où se rencontrent quelques longueurs et langueurs. Parmi des personnages savoureux, face à un Sordi assourdissant, un Nichetti qui alterne transparence lunaire et clichés clownesques, Tognazzi s'attache aux racines de la vallée du Pô avec un transport physiologique et viscéral communicatif. Qui aurait sans doute plu à Brecht qui aimait tant ce type d'acteur ; et qui d'ailleurs a pour prénom Bertoldo. »